# Pferderennbahn Tokio

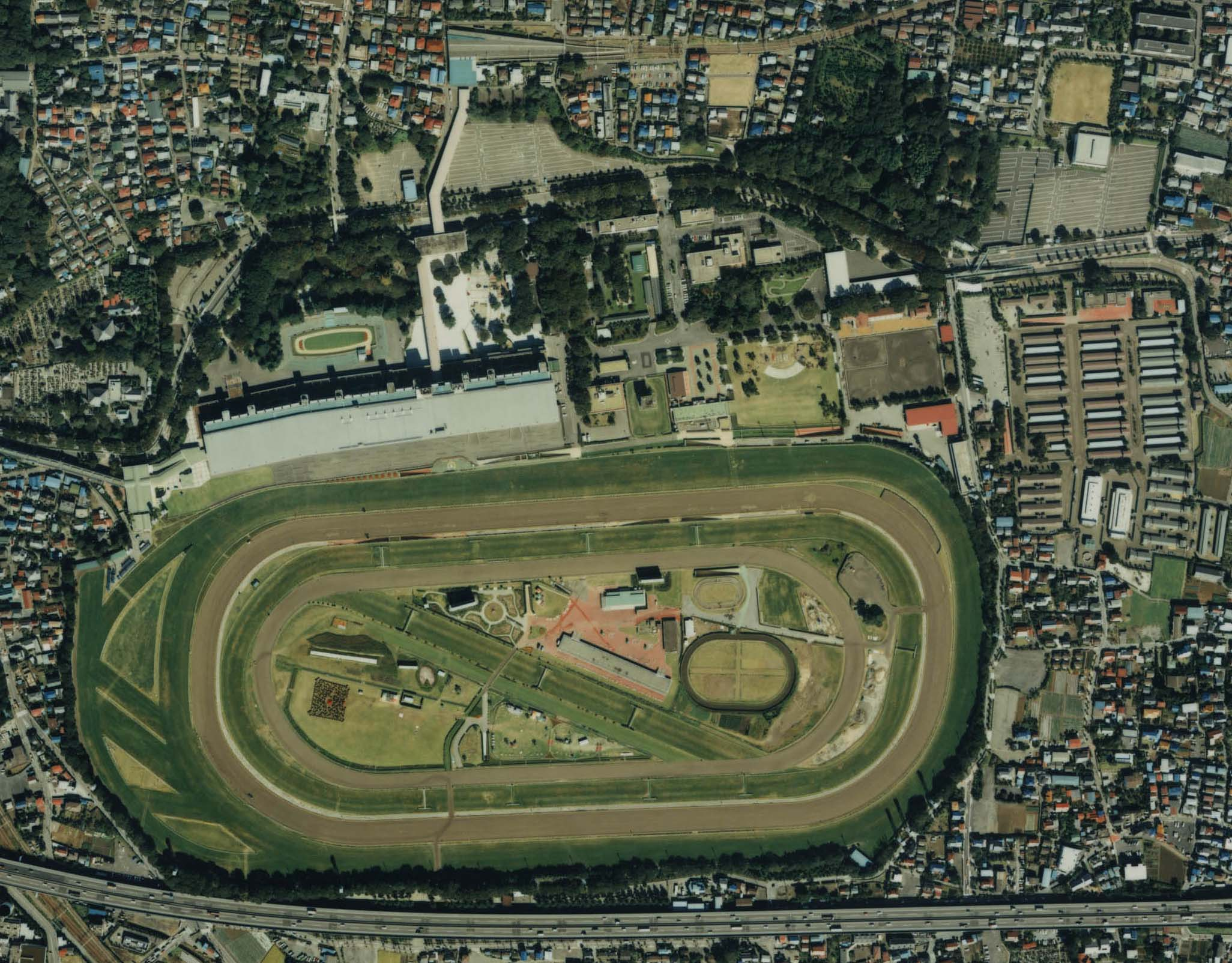
Luftansicht (1989)

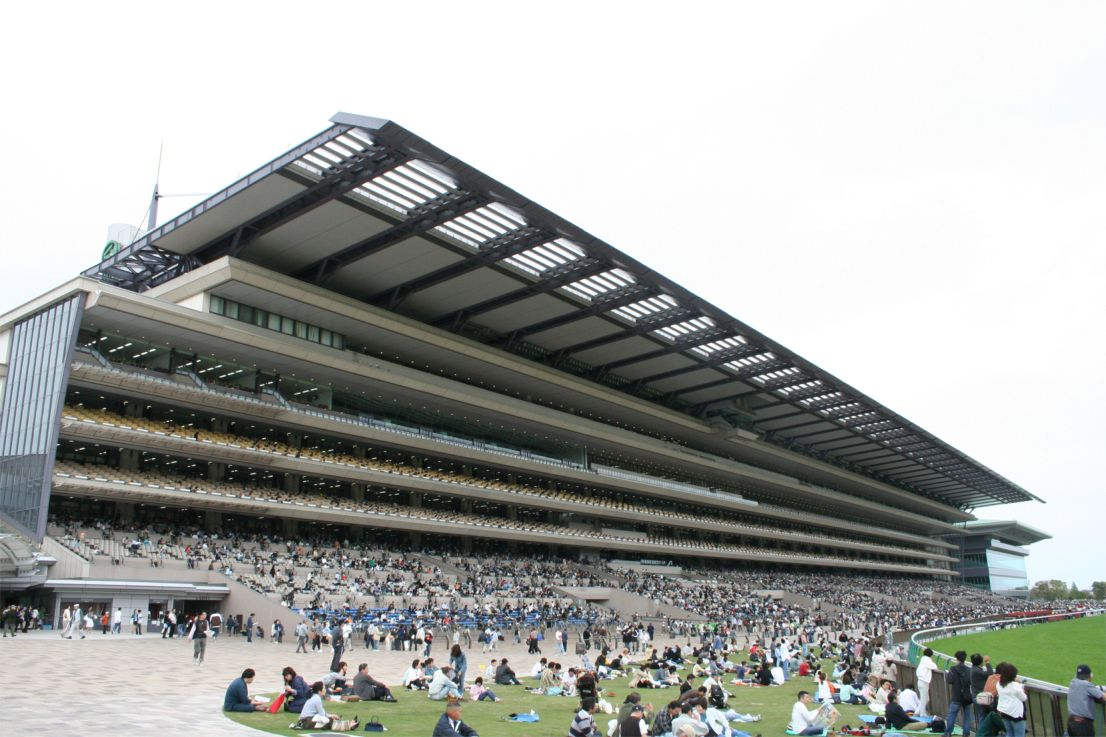
Haupttribüne

Die Pferderennbahn Tokio (jap. 東京競馬場, Tōkyō keiba-jō) befindet sich in Fuchū in der Präfektur Tokio. Sie wurde am 1. November 1933 eröffnet und gilt als bedeutendste Pferderennbahn in Japan. Die von der Japan Racing Association betriebene Anlage bietet Platz für bis zu 223.000 Zuschauer.
Hier finden zahlreiche hochdotierte Rennen statt, darunter der Japan Cup, das Japanese Derby und das Yasuda Kinen. Es gibt drei verschiedene Geläufe. Die Grasrennbahn ganz außen misst 2083 m; auf ihr können dank der konfigurierbaren Ostkurve auch Rennen von 2102, 2121 und 2140 m Länge durchgeführt werden. Auf ihrer Innenseite folgt eine Sandbahn (1899 m), ganz innen befindet sich die Steeplechase-Bahn (1675 m).
Zwei Fußgängerbrücken führen von der Nordseite der Pferderennbahn direkt zu den Bahnhöfen Fuchūkeiba-seimommae der Gesellschaft Keiō Dentetsu und Fuchū-Honmachi von JR East.